# Chiesa di Sant'Egidio (Roma)
La chiesa di sant'Egidio è una chiesa rettoria di Roma, nel rione Trastevere, nella piazza omonima.
Su di essa insiste il titolo cardinalizio di Sant'Egidio, istituito nel 2019 da papa Francesco.

## Storia
Questa chiesa sorge nei pressi di un'altra molto più antica e denominata San Lorenzo in Janiculo o de curtibus. Essendo fatiscente, il capitolo di Santa Maria in Trastevere la concesse nel 1610 ad un devoto macellaio, nominato Agostino Lancellotti, perché la restaurasse. Questi, aiutato dalle generose offerte della principessa di Venafro, restaurò la chiesa, ne cambiò la denominazione, chiamandola Sant'Egidio, e la concesse con la casa annessa alle monache Carmelitane Scalze.
Nel frattempo però le monache avevano ottenuto un'altra chiesa lì vicino consacrata ai Santi Crispino e Crispiniano, ed inglobata nel loro convento. Questa chiesa, di epoca medievale, era conosciuta in passato col nome di San Biagio in Trastevere o dei Velli, ed aveva assunto il nome di Crispino e Crispiniano quando, nella seconda metà del XVI secolo fu concessa alla Compagnia dei Calzolai.
Poiché ritenuto eccessivo avere due chiese nello stesso monastero, le suore decisero di demolire la chiesa di Sant'Egidio e di ricostruire, nel 1630, la chiesa dei Santi Crispino e Crispiniano dedicandola anche alla Madonna del Carmelo, come si può leggere ancora sulla porta d'ingresso: “B.V. Mariae de Monte Carmelo dicatvm a. salutis MDCXXX”.

## Descrizione
L'interno della chiesa si presenta ad unica navata. Di particolare interesse, il monumento funebre di Veronica Rondinini Origo di Carlo Fontana e la tela raffigurante Sant'Egidio del Pomarancio.
Dell'ex convento delle Carmelitane, una parte ospita un Museo del folklore e dei poeti romaneschi ; mentre un'altra parte è sede principale della Comunità di Sant'Egidio, associazione laicale cattolica dedita ad opere di apostolato, di assistenza, ed impegnata nel campo internazionale per promuovere la pace.